# 多鱗原花鰍
多鱗原花鰍為輻鰭魚綱鯉形目鰍科的其中一種，為熱帶淡水魚，分布於亞洲中國廣西武鳴縣淡水流域，體長可達2.6公分，棲息在地下洞穴水域，生活習性不明。
其种加词“polylepis”意为“多鳞的”。